# Пожељне особине наставника
Различити педагози су, кроз многобројна истраживања дошли до закључка да су особине наставника пресудне за развијање међусобних односа ученика као и саме социјалне климе у одељењу. Утврђено је да позитивни лични односи у разреду зависе од способности натсавника да повеже и усклади понашање ученика, да их емоционално прихвати, да разуме њихове потребе, проблеме и тежње. Наставник ствара одређену атмосферу, односно климу у разреду. Његова лична својства, усвојен систем вредности и темперамент значајно подстичу одређени степен интеракција као и сарадњу, утичу на квалитет искустава ученика.

## Мишљења педагога
Многобројна досадашња истраживања указују колики је значај и улога наставникове личности у процесу васпитно-образовног рада, посебно у обликовању моралног понашања ученика. Пошто васпитаници најчешће поступају онако како то чине старији (родитељи и наставници, пре свега), а не онако како их упућујемо и како им говоримо да треба да поступају, од посебног су значаја поступци и активности које се примењују у формирању моралног понашања и карактера ученика, а пре свега сама личност наставника. 
Познавајући комплексност и значај ове теме, многи педагози су на различите начине класификовали особине наставника о којима Ј.Ђоршевић пише. 
Џерсајлд је утврдио да ученици више воле наставнике који поседују следећа својства:
1. Људске квалитете: љубазност, веселост, природност, добро расположење.
2. Квалитете који се односе на став наставника према дисциплини: да је фер, постојан, непристасан.
3. Физички квалитети: добар спољни изглед, пријатан глас, општа привлачност.
4. Наставне квалитете: да помаже ученицима, да поступа у интересу ученика, да је занимљив и ентузијаст.[1]

Са друге стране Роберт Ричи сматра да највећи број ученика воли оне наставнике који им поимажу у раду, јасно и исцрпно им објашњавају лекције и задатке, наводе примере у настави. Друга група особина које ученици цене односи се на наставнике који су весели, срећни, добродушни, живахни, имају смисла за шалу. 
Према схватању изнетом у студији Хевигхерста и Хилде Табо постоје 3 начина на које се учи морално понашање:
1. Утицај социјалне средине као објекта одобравања и неодобравања (породица, школа и др.)
2. Опонашање личности који имају одређен углед у очима деце (родитељи, наставници, личности, јунаци из литературе, са филма и телевизије, другови и остали)
3. Улога и посредство мишљења у формирању моралног понашања [1]

Ј. Ђорђевић је испитивао ученике у Србији и дошао до закључа да ученици цене следеће људске квалитете наставника: доброту, великодушност, веселост, духовитост, сталоженост, одмереност, озбиљност, одговорност у раду, пријатност, љубазност, културно понашање, оштоумност, сналажљивост, пажљивост, карактерност, саосећајност, спремност да опрости грех (није злопамтило), племенитост, способност да се лако не љути, приступачност, реалност, скромност, упорност, достојанственост, одушевљење за рад, савременост, искуственост и искреност.
Када су у питању особине које учитељ испољава у односу према ученицима, они највише цене: спремност да им се помогне, разумевање, једнак третман свих ученика, умерена строгост, изражавање љубави према ученицима, способност да подстиче ученике, одржава ред и дисциплину, културно понашање, показује другарски одност према њима, испољава умерен тон у разговору са ученицима, не користи се физичком казном, показује благост према ученицима, спремност да сарађује са њима, показује стрпљивост, поклања пажњу слабијим ученицима, не вређа ученике, није груб према њима, не жали се на њих другим натсавницима. Такође, Ђорђевић сматра је добар предавач онај наставник који: добро објашњава, има особине доброг предавача, понавља градиво док ученици не усвоје, има одлике доброг педагога, јасан је у захтевима, занимљиво, јасно и гласно излаже, не показује журбу у обради нових натсавних садржаја, не прекида ученике у излагању, не чита константно из књиге. Када се наставник посматра као оцењивач, он треба да поседује следеће карактеристике: објективно и прецизно оцељује, често испитује ученике, благо оцењује, даје јавно оцену, дозвољава ученицима да се сконцентришу пре одговарања, дозвољава да се поправи оцена. 
Јован Ђорђевић је до ових резултата дошао коришћењем једноставног анкетног упитника у коме су ученици 4. и 8. разреда требало да упишу бар 5 пожељних особина наставника. Њихове одговоре је, на основу сличности, сврстао у горепоменуте 4 категорије. Овакав начин испитивања даје ученицима слободу да отворено, без ограничења и сугестије, наведу њима најбитније особине наставника.

## Утицај васпитних стилова
Учитељски позив је један од најстаријих позива који има корене у периодима пре настанка школе као институције. Свако друштво је за овај позив бирало људе у које је имало највише поверења и који су били цењени у друштву. Управо од саме личности наставника зависи и то да ли ће квалитетно стечена педагошка знања бити успешно реализована кроз праксу. Учитељи и наставници су ти који у великој мери доприносе развоју младе личности, помажу ученицима да открију своје квалитете, способности, вештине, односно они су ти који значајно утичу у формирању ученикових мишљења, ставова, живота. 
Треба правити разлику између особина које наставник поседује и васпитних стилова наставника. Васпитни стил који наставник користи приликом рада у учионици у значајној мери утиче на однос који гради са ученицима и директно је повезан са начином на који ће ученици доживљавати наставника. Због тога је важно да се осврнемо на три најчешће коришћена васпитна стила која се у наставном раду препознају:
- ауторитативни (аутократски),
- демократски,
- равнодушни (laissez-faire).[2]

Код аутократског наставника ученицима је остављено врло мало простора за самостално деловање, за изражавање сопственог мишљења или укљученост у било коју врсту одлучивања. Овај тип наставника организује рад тако да он доноси одлуке о свему, често критикује и ретко похваљује ученике, заводи правила у учионици и гуши сваки вид иницијативе код ученика. Овакав став наставника негативно утиче на понашање ученика, ремети социјалну климу у разреду, нарушава другарске односе и ствара нездраве конкурентске осносе медју ученицима. ченици са којима се овако ради постају спутани и зависни, неретко и агресивни. 
Демократски настројен наставник брине о својим ученицима и подстиче њихову самосталност и иницијативу. Ствара здраву радну атмосферу у којој ученици желе да сарађују и међусобно се помажу. Наставник себе сматра равноправним чланом заједнице. Одлуке везане за функционисање одељења се доносе уз уважавање мишљења ученика. У оваквој атмосфери постижу се најбољи резултати учења. 
Равнодушни наставници не воле свој посао, не занимају се за своје ученике, не одржавају дисциплину на часу и не труде се да заинтерсују ученике. Под оваквим вођством ученици постижу најлошије резултате, постају незаинтерсовани и апатични. Наставник је у овом случају више пасивни посматрач који се не труди да своје ученике мотивише нити их активно укључи у рад. Атмосфера за рад и учење је веома неповољна.

## Добар однос ученика и наставника
Према Гордону, кључ успешног исхода учења јесте у успостављању посебног односа између наставника и ученика. „Суштина је управо у квалитету односа између наставника и ученика. То је важније него оно што наставник предаје, како то ради или коме жели да пренесе знање“ . Исти аутор даље наводи да је неопходно изградити "мост" између оног који предаје и онога ко учи, јер се ови процеси одвијају у различитим особама. Наставник је онај који обавља процес предавања, док је ученик тај који обавља процес учења. Уколико не постоји повезаност између носиоца ових процеса тешко да се може очекивати успешан исход учења. 
За остваривање занимљивог и за ученике подстицајног предавања из било ког предмета неопходно је да „наставник створи такав однос у којем ученици поштују потребе наставника и наставник поштује потребе ученика“. Неопходно је да постоји међусобно поштовање и да се створи пријатна, али радна атмосфера на часу. 
Као основну технику за остваривање овог квалитетног односа пуног поверања Гордон наводи технике конструктивног комуницирања: активно и пасивно слушање и слање "ја порука". Оног тренутка када ученици осете да је наставник спреман да их саслуша и уважи њихово мишљење без осуђивања и процењивања, ученици почињу опуштеније и лагодније да се осећају, двосмерна комуникација постаје уобичајена и атмосфера у одељењу се знатно побољшава. У оваквом окружењу ученици су знатно више мотивисани за рад и ангожовање, што доноси и боље резултате у учењу. 